# Dia de Leif Erikson
El dia de Leif Erikson és un esdeveniment celebrat anualment cada 9 d'octubre. Honora Leif Erikson (nòrdic antic: Leifr Eiríksson, islandès Leifur Eiríksson, noruec Leiv Eiriksson), l'explorador nòrdic que va liderar els primers europeus que es van assentar a Amèrica del Nord continental (fora de Groenlàndia).

## Història
El llibre de 1874 America Not Discovered by Columbus del noruec estatunidenc Rasmus B. Anderson va ajudar a popularitzar la idea que els vikings havien estat els primers europeus al Nou Món una idea que no va ser verificada fins al 1960. Durant la seva aparició al Centenari Nòrdic-americà a la Fira Estatal de Minnesota el 1925, el president Calvin Coolidge va donar reconeixement a Leif Erikson com a descobridor d'Amèrica, a causa de les investigacions per científics noruecs-americans com Knut Gjerset i Ludvig Hektoen. En 1929 Wisconsin esdevé el primer estat dels Estats Units en adoptar oficialment el Dia de Leif Erikson com a festivitat estatal, gràcies en gran part als esforços de Rasmus Anderson. En 1931 també ho va fer Minnesota. El 1956 el dia de Leif Erikson havia estat adoptat com a festivitat oficial a set estats (Wisconsin, Minnesota, Dakota del Sud, Illinois, Colorado, Washington, i Califòrnia) i una província canadenca (Saskatchewan).
En 1963 el senador Hubert Humphrey i el representant John Blatnik, ambdós de Minnesota, van introduir esmenes de llei per observar el Dia de Leif Erikson Day a nivell nacional. El 2 de setembre de 1964 el Congrés dels Estats Units ho va autoritzar per unanimitat i va requerir al President crear l'observança a través d'una proclamació. Lyndon B. Johnson ho va fer aquell any, així com cada president en els anys posteriors, sovint usant la proclamació per lloar les contribucions dels nord-americans d'ascendència nòrdica en general i l'esperit de descobriment
S'han introduït lleis al Parlament del Canadà per observar el Dia de Leif Erikson.

## Data
El 9 d'octubre no està associat a cap esdeveniment concret en la vida de Leif Erikson. La data fou escollida perquè el vaixell Restauration procedent de Stavanger, Noruega, va arribar al port de Nova York el 9 d'octubre de 1825, començant una onada d'immigració de Noruega a Amèrica.

## Observança
A més de l'observança federal, alguns estats dels Estats Units commemoren oficialment el Dia de Leif Erikson. Se celebra a moltes comunitats, particularment a l'Upper Midwest i altres llocs on es van establir grans quantitats de persones originàries dels països nòrdics. S'ha observat a Seattle, Washington. En 2012 el dia es va fer oficial a Las Vegas, Nevada. Westby (Wisconsin) i Norway (Michigan) celebren festivals aquell dia. Hi ha també commemoracions al Canadà, com a Edmonton, Alberta i Charlottetown, illa del Príncep Eduard. La diada també se celebra a Islàndia.